# Satlada

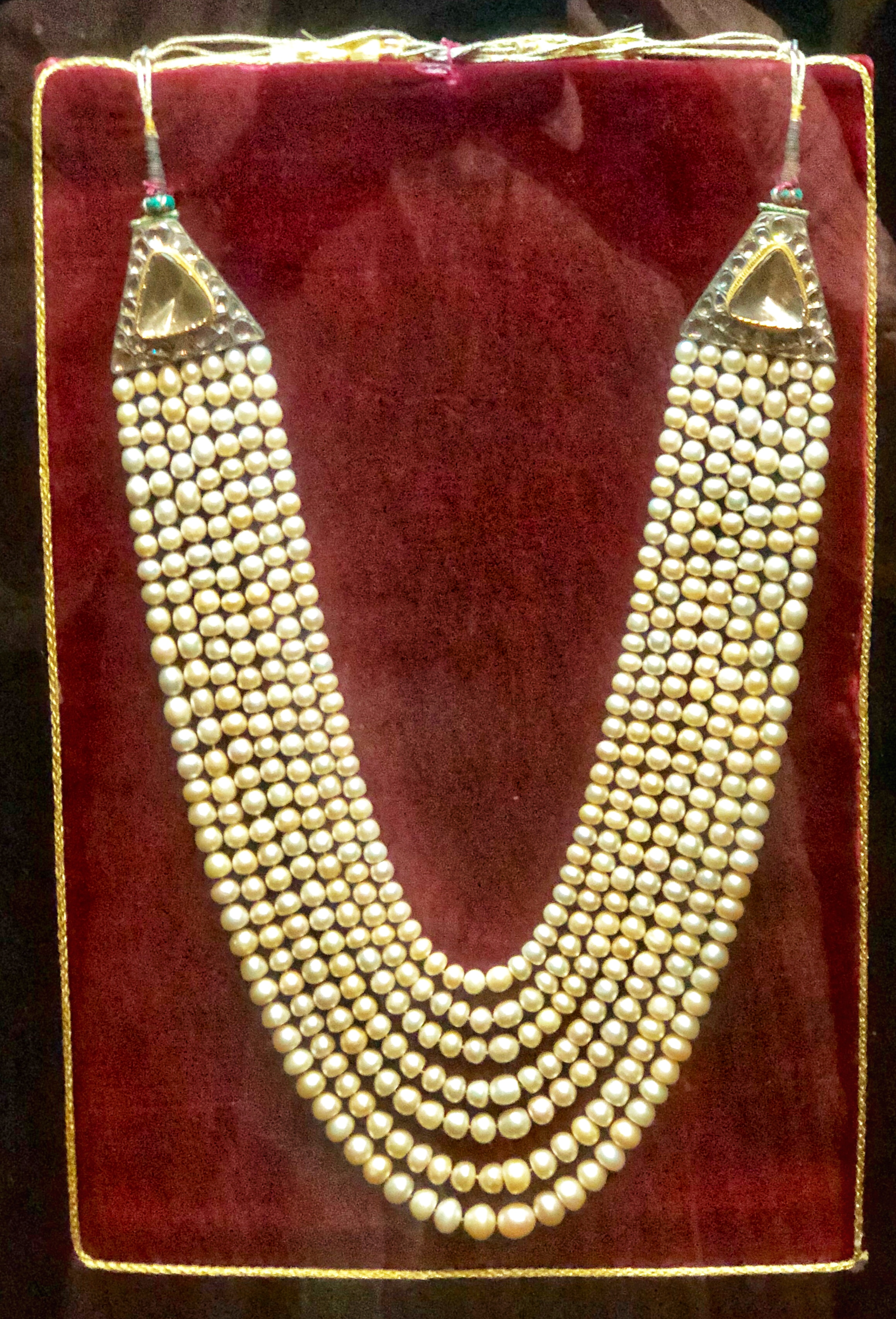
Satlada confeccionada en Basora (Irak), para los Nizams de Hyderabad

Satlada es el nombre de un tipo de collar de perlas de siete hilos de origen indio, cuyo significado en hindi es precisamente saat (siete) y lada (hilos). Tradicionalmente, lleva 465 perlas ensartadas, y también puede llevar esmeraldas, diamantes y rubíes. 
En ciertos casos, algunas de las perlas son tan grandes que parecen pequeños huevos o guisantes enormes. Antiguamente se usaban principalmente en las familias reales, aunque hoy en día se eligen a menudo como joyería con ocasión de las bodas.